# Bisaltie

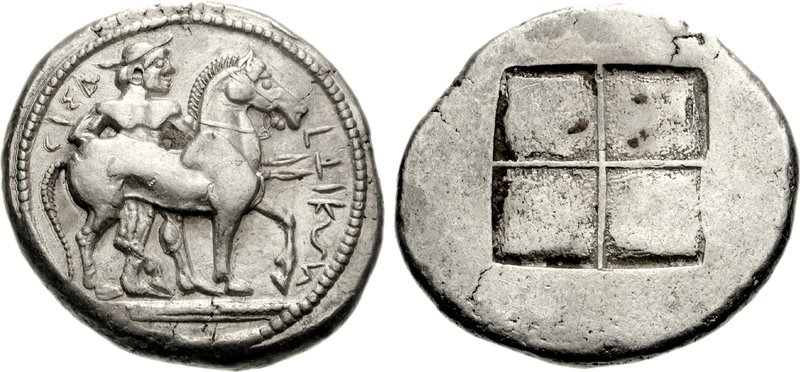
Octodrachme en argent de Bisaltie (475--465).

La Bisaltie (en grec ancien : Βισαλτία / Bisaltia) est une région de Macédoine antique.

## Histoire
Les villes les plus importantes de Bisaltie étaient, outre la ville grecque d'Argilos, Cerdylion, en face d'Amphipolis, Sycine, Ossa, auprès de la moderne Sochos, Berge ou Bergion, patrie du poète comique Antiphane. Selon la tradition, elle devait son nom à Bisaltès (en), fils d'Hélios et de Gê, et père de Théophané. Lors de l'invasion de Xerxès Ier, en 480 av. J.-C., la Bisaltie et la Crestonique étaient dirigées par un prince thrace indépendant du royaume de Macédoine mais, avant le commencement de la guerre du Péloponnèse, la Bisaltie fut annexée au royaume macédonien.

## Géographie
Ses habitants, appelés « Bisaltes » (Βισάλται ; Bīsaltae, -ārum) étaient un peuple de Thrace. Elle est appelée « Bisaltique » (Bisaltica) par Tite-Live, et s'étendait sur le cours inférieur du Strymon (Στρυμών ; Strȳmo) et le lac Cercinitis, à l'Est, à Crestonica, à l'Ouest. Les monts Dysoron (Kroucha) et Vertiskos (Kerdylion) marquaient ses limites naturelles à l'ouest. Sa frontière orientale est moins aisée à établir. Des Bisaltes étaient installés dans la péninsule du mont Athos. L'estuaire du Strymon séparait le territoire des Bisaltes de celui des Édoniens : Argilos, sur la rive droite, relevait de la Bisaltie ; Eïon et Amphipolis, sur la rive gauche, de l'Édonide. La région était traversée par une rivière appelée Bisaltes (Βισάλτης), que Leake identifie à la rivière qui rejoint le Strymon un peu avant le pont de Neokhório, ou Amphipolis, tandis que Tafel suppose qu'il s'agit du Rechius décrit par Procope, qui décharge dans la mer les eaux du lac Bolbé.

## Sources
- Aulu-Gelle, Nuits Attiques, 16, 15.
- Hérodote, Histoires, 7, 115.
- Hérodote, Histoires [détail des éditions] [lire en ligne], 8, 116.
- Tite-Live, Histoire romaine, 45, 29, 6.
- Thucydide, Histoire de la guerre du Péloponnèse, 2, 99.
- Thucydide, La Guerre du Péloponnèse [détail des éditions] [lire en ligne], 4, 109.
- Sidoine Apollinaire, Carmina, 5, 477.
- Étienne de Byzance, s. v. Bisaltia.
- Hygin, Fables, 188.
- William Martin Leake, Travels in Northern Greece, vol. III, p. 228.
- Gottlieb Lukas Friedrich Tafel, in Realencyclopädie der classischen Altertumswissenschaft, vol. I, p. 1115.